# Up Out My Face
Up Out My Face è una canzone interpretata dalla cantautrice statunitense Mariah Carey contenuta nell'album Memoirs of an Imperfect Angel. La versione pubblicata come singolo è un duetto con la  rapper trinidadiana Nicki Minaj, che doveva essere contenuta nell'album di remix Angels Advocate, progetto poi cancellato. La canzone è stata scritta e prodotta dalla Carey con Tricky Stewart e The-Dream.
La canzone ha debuttato ufficialmente nelle radio statunitensi il 26 gennaio 2010 ed è stata pubblicata digitalmente su iTunes il 16 febbraio.

## Video musicale
Il video è stato girato il 17 dicembre 2009 a Los Angeles, California. Il regista è Nick Cannon, che ha già diretto i video per I Stay in Love e My Love, canzone interpretata con The-Dream.
Il video è stato trasmesso in anteprima il 28 gennaio 2010 sul sito VEVO.com insieme al video di Angels Cry featuring Ne-Yo.
Nel video Mariah Carey e Nicki Minaj compaiono interpretando diversi ruoli: prima due bambole che tentano di fuggire dalle loro confezioni. In altre scene interpretano due infermiere, poi le due infermiere sono in un salone di bellezza. Inoltre le due si trovano in un negozio a provare vestiti.

## Promozione
La canzone è stata interpretata dalla Carey nei concerti dell'Angels Advocate Tour, a partire da dicembre 2009.
Download digitale
1. Up Out My Face - 4:25

## Classifiche
| Classifiche (2010)         | Posizione massima |
| -------------------------- | ----------------- |
| Korean Singles Chart       | 152               |
| U.S. Billboard Hot 100     | 100               |
| U.S. Hot R&B/Hip Hop Songs | 39                |